# خوان أنغيليز
خوان أنغيليز هو لاعب كرة قدم دومينيكاني، ولد في 16 أكتوبر 2000 في موكا في جمهورية الدومينيكان.

## وصلات خارجية
- خوان أنغيليز على موقع قاعدة بيانات كرة القدم.إي يو (الإنجليزية)
- خوان أنغيليز على موقع ناشيونال فوتبول تيمز (الإنجليزية)